# Johan Willem Beijen

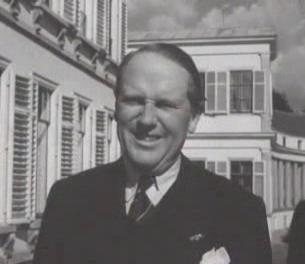
Wim Beyen (1952)

Johan Willem Beijen, Rufname Wim Beyen (* 2. Mai 1897 in Utrecht; † 29. April 1976 in Den Haag) war ein niederländischer Bankier, Politiker und Diplomat. Dem EU-Historiker Christoph Driessen zufolge war er der Ideengeber für den europäischen Binnenmarkt.

## Persönliches
Der offizielle Nachname von Johan Willem (Wim) Beyen war Beijen, aber er zog es vor, seinen Namen als Beyen zu schreiben, weil er der Meinung war, dass dieser Name besser zu seinen internationalen Verbindungen passte (der Digraph „ij“ kommt nur im Niederländischen vor).
Sein Vater, Karel Hendrik Beijen, war Rechtsanwalt. Er war Betriebssekretär einer niederländischen Eisenbahngesellschaft. Beyens Mutter, Louisa Maria Coenen, stammte aus einer Musikerfamilie. Er hatte zwei Brüder.
Im Jahr 1922 heiratete Wim Beyen Petronella J.G. (Nelly) Hijmans van Anrooij. Sie bekamen zwei Söhne und eine Tochter. Ende der 1930er Jahre hatte Beyen eine Beziehung mit der Österreicherin Margaretha Antonia (Gretel) Lubinka. Nach dem Zweiten Weltkrieg wurde seine erste Ehe aufgelöst und er heiratete Gretel.
Beyen starb im Jahr 1976.

## Ausbildung
Wim Beyen wuchs in Utrecht und in der Nachbarstadt Bilthoven auf. Er studierte Rechtswissenschaften an der Universität Utrecht und erhielt 1918 seinen Abschluss.

## Karriere
Nach seinem Studium wurde Beyen als Aushilfsbeamter im niederländischen Finanzministerium eingestellt.
Nach 1924 hatte Beyen verschiedene Positionen in der Wirtschaft inne: Sekretär des Vorstands von Philips, Leiter der niederländischen Niederlassung der Zentralbank von Niederländisch-Ostindien, Direktor einer der Vorgängerbanken der AMRO Bank, Vizepräsident und ab 1937 Präsident der Bank für Internationalen Zahlungsausgleich in Basel und Direktor von Unilever.
Während des Zweiten Weltkriegs war er neben seiner Position bei Unilever auch Finanzberater der niederländischen Exilregierung in London. Im Jahr 1944 leitete er die niederländische Delegation auf der Konferenz von Bretton Woods, auf der die Grundlagen für die Weltbank und den Internationalen Währungsfonds gelegt wurden. Ab 1946 war er der niederländische Vertreter im Vorstand der Weltbank und ab 1948 auch im Vorstand des IMF.
Beyen war zusammen mit Joseph Luns zwischen 1952 und 1956 Außenminister der Niederlande im dritten Kabinett von Willem Drees. Er selbst gehörte zeit seines Lebens keiner Partei an. Zuvor war er leitender Beamter und für die Bankenfinanzierung zuständig. Während seiner Zeit als Minister hatte er maßgeblichen Anteil am Zustandekommen der Europäischen Wirtschaftsgemeinschaft (EWG).
Obwohl Beyen das Geld- und Bankenwesen als seine Bestimmung wahrnahm, bezeichnete er die Zeit als Außenminister als die angenehmste und fruchtbarste Periode seines Lebens. Jedoch war seine Beziehung zu seinem Kollegen Joseph Luns von Kompetenzstreitigkeiten geprägt und galt als konflikthaft. Nach der Legislaturperiode wurde Luns alleiniger Außenminister und Beyen wurde niederländischer Botschafter in Paris (1958 bis 1963).
Von Haus aus Protestant, sein Vater war Mitglied der Algemene Doopsgezinde Sociëteit und seine Mutter Remonstrantin, konvertierte er später zum Katholizismus.

## Begründer der europäischen Integration
Am 4. April 1955 schlug Beyen in einer Denkschrift an den belgischen Außenminister Paul-Henri Spaak vor, dass die sechs Mitgliedsstaaten der Europäischen Gemeinschaft für Kohle und Stahl einen gemeinsamen Wirtschaftsraum ohne Zollschranken und nationale Sondervorschriften bilden sollten. Seine Motivation war laut Christoph Driessen, dass die Niederlande mit ihrer stark exportorientierten Wirtschaft mit mehreren großen Konzernen wie Philips, Royal Dutch/Shell und Unilever einen größeren Absatzmarkt benötigten. Als Vorbild diente Beyen auch die 1944 im Benelux-Vertrag begründete Kooperation zwischen den Niederlanden, Belgien und Luxemburg. Die Idee wurde auf der Konferenz von Messina angenommen und führte 1957 zu den Römischen Verträgen und 1958 zur Gründung der Europäischen Wirtschaftsgemeinschaft und von Euratom.

## Persönliches
Beyen war ein zurückhaltender und bescheidener Mann, der die Vorbereitung der Römischen Verträge seinem Kollegen Spaak überließ. Bei deren Unterzeichnung war er nur noch als Zaungast dabei. Beyen war zudem ein so großer Musikliebhaber, dass er selbst als Außenminister jeden Tag ein bis zwei Stunden Geige spielte.

## Auszeichnungen
- Großes Goldenes Ehrenzeichen am Bande für Verdienste um die Republik Österreich[9] (1955)